# Portret pani Tabęckiej
Portret pani Tabęckiej – obraz polskiego malarza Jana Ksawerego Kaniewskiego z 1864, znajdujący się w Galerii sztuki polskiej 1800-1945 Muzeum Ślaskiego w Katowicach.
Portret dojrzałej kobiety w czarnej sukni namalowany został przez Jana Ksawerego Kaniewskiego w 1864. Obraz jest sygnowany w prawym dolnym rogu: Xy Kaniewski | malował | 1864. Na odwrocie, na górnej desce blejtramu, znajduje się nalepka z napisem: WP TABĘCKA. Obraz ma wymiary: 104 × 83,5 cm. Muzeum zakupiło portret w Domu Aukcyjnym Rempex w Warszawie w 2009 roku. Muzealny numer inwentarzowy: MŚK/SzM/850.